# GMC
GMC (General Motors Truck Company), akronym for et amerikansk køretøjsmærke og en division af General Motors, der fremstiller trucks, varevogne, militære køretøjer og SUVs til markedet i Nordamerika. 
I januar 2007 var GMC den næstmest sælgende division i General Motors efter Chevrolet og foran Pontiac. GMC køretøjer markedsføres også i Mellemøsten.

## Historie
Den 22. december 1901 etablerede Max Grabowsky en virksomhed kaldet Rapid Motor Vehicle Company, som udviklede nogle af de første kommercielle trucks. 
I 1909 blev virksomheden opkøbt af General Motors og basis til General Motors Truck Company blev skabt. 
"GMC Truck" mærket kommer fra General Motors Truck Company. I dag hedder mærket blot GMC. 

## Wikimedia Commons
- Wikimedia Commons har flere filer relateret til GMC

| Stub | Spire Denne bilrelaterede artikel er en spire som bør udbygges. Du er velkommen til at hjælpe Wikipedia ved at udvide den. |